# Гаскелл, Люси
Лю́си Га́скелл (англ. Lucy Gaskell; 10 июля 1980, Уиган, Большой Манчестер, Англия, Великобритания) — английская актриса

.

## Биография

### Ранние годы
Люси Гаскелл родилась 10 июля 1980 года в Уигане (графство Большой Манчестер, Англия, Великобритания).
В 1998 году Люси обучалась в «Royal Welsh College of Music & Drama».

### Карьера
Люси дебютировала в кино в 2002 году, сыграв роль Джинетт Брайант в эпизоде «Рассчитывай на меня» телесериала «Там, где сердце». В 2012 году Гаскелл играла роль Лолы в телесериале «Отбросы». Всего она сыграла в 22-х фильмах и телесериалах.
В 2003 году Люси дебютировала на театральной сцене с лирической комедией «Вишнёвый сад».

### Личная жизнь
С 28 декабря 2007 года Люси замужем за актёром Марком Боннаром, с которым она встречалась 4 года до их свадьбы. У супругов есть двое детей — дочь Марта Боннар (род. в июле 2011) и сын Самюэль Боннар (род. в июне 2015).

## Избранная фильмография
| Год  |    | Русское название                           | Оригинальное название                       | Роль                              |
| ---- | -- | ------------------------------------------ | ------------------------------------------- | --------------------------------- |
| 2002 | с  | Там, где сердце                            | Where the Heart Is                          | Джинетт Брайант                   |
| 2004 | с  | Воскрешая мёртвых                          | Waking the Dead                             | Фэй Хардинг                       |
| 2005 | ф  | Подземелье драконов 2: Источник могущества | Dungeons & Dragons: Wrath of the Dragon God | Ормалин                           |
| 2007 | с  | Доктор Кто                                 | Doctor Who                                  | Кэти Найтингейл                   |
| 2009 | ф  | Убийцы вампирш-лесбиянок                   | Lesbian Vampire Killers                     | Джуди                             |
| 2009 | с  | Парадокс                                   | Paradox                                     | Кэти                              |
| 2010 | с  | Быть человеком                             | Being Human                                 | Сэм                               |
| 2010 | ки | Fable III                                  | Fable III                                   | различные персонажи (озвучивание) |
| 2012 | с  | Отбросы                                    | Misfits                                     | Лола                              |